# Somosari (Batealit)
Somosari is een bestuurslaag in het regentschap Jepara van de provincie Midden-Java, Indonesië. Somosari telt 4576 inwoners (volkstelling 2010).